# سونی اکسپریا زد۳ تبلت کامپکت
تبلت اکسپریا زد۳ تبلت کامپکت به همراه بقیه اعضای خانواده زد۳ سونی، روز ۱۲ شهریور (۴ سپتامبر) و در مراسم آی فا (IFA) معرفی شد. این تبلت ۸ اینچی تنها ۲۷۰ گرم وزن دارد که مهم‌ترین ویژگی‌های این تبلت است و سونی به آن افتخار می‌کند. ضخامت ۶٫۴ اینچی هم از دیگر ویژگی‌های این تبلت است. این تبلت در دو رنگ سفید و مشکی عرضه می‌شود.
پردازنده ۴ هسته‌ای اسنپدراگون با قدرت ۲٫۵ گیگاهرتز و چیپ گرافیکی آدرنو ۳۳۰، وظیفه پردازش کارهایتان در این تبلت را بر عهده دارند. همچنین این دستگاه از ۳ گیگابایت رم و ۱۶ گیگابایت حافظه داخلی بهره می‌برد. باتری این تبلت هم ۴۳۰۰ میلی‌آمپری می‌باشد.
البته سونی قابلیتی به نام ریموت پلی را در این تبلت قرار داده که به کمک آن می‌توان بازی‌های در حال انجام با پلی استیشن ۴ را با کمک استریم به روی تبلت آورد و ادامه بازی را در تبلت انجام داد. البته این نکته قابل ذکر است که این قابلیت مربوط به تمام محصولات زد۳ می‌شود.